# Mantoudios-Limni-Aghia Anna
Mantoudios-Limni-Aghia Anna (tiếng Hy Lạp: ?) là một khu tự quản ở vùng Trung Hy Lạp, Hy Lạp. Khu tự quản Mantoudios-Limni-Aghia Anna có diện tích 585 kilômét vuông, dân số theo điều tra ngày 18 tháng 3 năm 2001 là 13673 người.